# Antonio Carneo

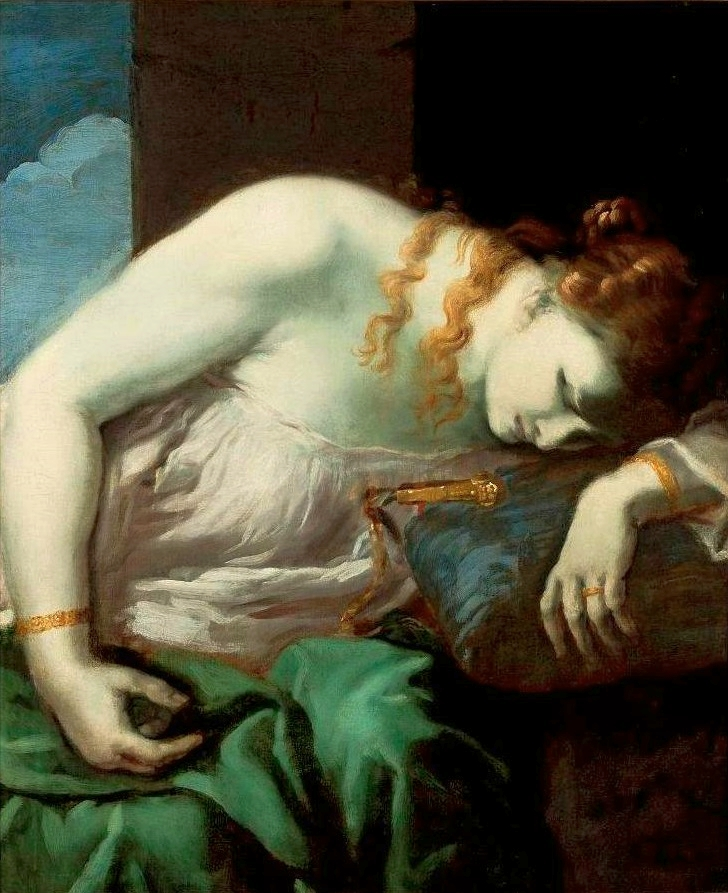
Die sterbende Lucrezia, Warschau

Antonio Carneo (* 26. November 1637 in Concordia Sagittaria; † 16. Dezember 1692 in Portogruaro) war ein venezianischer Maler des Barocks.
Er lebte in der Provinz Friaul, die damals von der Republik Venedig regiert wurde und war in Udine und Portogruaro künstlerisch tätig.
Carneo – ein Maler der venezianischen Schule – nahm sich die berühmten Maler Veronese, Padovanino und Tintoretto zum Vorbild, war aber auch den barocken Neuerungen der Malerei, wie sie Strozzi, Liss und Feti repräsentierten, zugewandt. Seine koloristisch herausragenden Werke widmen sich romantischen, in theatralischer Bewegung ausgeführten Sujets. Nur wenige signierte Bilder sind bekannt.

## Werke
- Meditation, Museo Civico, Udine
- Martyrium des hl. Bartholomäus, Chiesa delle Grazie, Udine
- Tod des Archimedes, Privatsammlung
- Die Schlägerei, Privatsammlung
- Die sterbende Lucrezia, Staatliche Sammlungen, Warschau